# Graignes
Graignes é uma comuna francesa na região administrativa da Normandia, no departamento Mancha. Estende-se por uma área de 14,43 km². Em 2010 a comuna tinha 897 habitantes (densidade: 62,2 hab./km²).